# Johan Garcia
Johan Garcia fue un trovador o un juglar del siglo XIII compositor en lírica gallego-portuguesa.

## Biografía
No se conservan datos biográficos. Pudo pertenecer a una familia de la baja nobleza gallega. En la rúbrica figura como sobrino de Nuno Eanes. Jean Marie d’Heur propuso en 1975 que se trataba del trovador Johan Garcia de Guilhade, sin embargo, esta hipótesis fue rebatida por estudiosos como António Resende de Oliveira en base a la colocación de ambos autores en los cancioneros. Investigadores como el profesor Souto Cabo lo identifican como sobrino del trovador Nuno Eanes Cerzeo, ya que un Johan García aparece como albacea de Nuno Eanes Cerzeo en un documento de 1268 perteneciente a la catedral de Orense. Por ello, su actividad poética pertenecería al tercer cuarto del siglo XIII, pudiendo estar activo en la corte de Alfonso X y participar en la reconquista junto a su tío.   

## Obra
Se conservan dos cantigas de amigo: Donas, fezerom ir daqui y A meu amigo, que eu sempr'amei.